# Diceros bicornis occidentalis
Il rinoceronte nero sudoccidentale (Diceros bicornis occidentalis) è una sottospecie del rinoceronte nero, che vive nell'Africa sudoccidentale (Namibia settentrionale e Angola meridionale, introdotto in Sud Africa). Attualmente è elencato come prossimo alla minaccia dalla IUCN. La più grande minaccia per questa sottospecie è il bracconaggio illegale, per il suo corno.

## Descrizione
Il rinoceronte nero sudoccidentale, come tutte le sottospecie di rinoceronte nero, presenta un labbro superiore prensile usato per brucare e strappare le foglie dai rami. Il suo aspetto è simile a quello delle altre sottospecie, e la differenza più importante per distinguerla è una testa relativamente larga dietro gli occhi e caratteristiche minori nella dentatura. Altre caratteristiche spesso citate, sono le dimensioni o la forma delle corna, sebbene queste siano spesso soggette a variazioni individuali. Sono anche più adattati a sopravvivere in ambienti aridi e si trovano nelle savane aride e nei climi desertici.

## Tassonomia
Questa sottospecie viene spesso scambiata per l'estinto rinoceronte nero meridionale (D. b. bicornis) o per la sottospecie sud-orientale (D. b. minor). Tuttavia, le popolazioni nelle aree aride della Namibia settentrionale e dell'Angola sudoccidentale rappresentano una sottospecie separata.
L'esemplare tipo, un maschio, aveva circa 16 mesi quando venne catturato vivo da Mr. Müller, nel 1914, vicino al fiume Kunene (Kaokoveld, regione di confine tra Namibia e Angola), e spedito al Tierpark Hagenbeck, lo zoo di Amburgo, Germania. Dopo la sua morte il 15 ottobre 1916, la sua pelle e lo scheletro furono conservati allo Zoologisches Museum Hamburg (esemplare n. 40056) e descritti come appartenenti a una nuova specie, Opsiceros occidentalis, da L. Zukowsky, nel 1922. Oggi, Opsiceros è un sinonimo non valido del genere Diceros.

## Popolazione e minacce
Storicamente, questa sottospecie era diffusa in Angola e in Namibia, ma il loro attuale areale è drasticamente diminuito. La roccaforte della specie è principalmente la Namibia. Da uno a quattro esemplari sono stati segnalati dall'Angola e altri sono stati introdotti in Sudafrica. La popolazione totale è in aumento e nel 2010 contava 1.920 animali, con il 55,8% di adulti. Il bracconaggio dovuto all'aumento del prezzo dei corni è considerato la principale minaccia per queste popolazioni.

### Stato IUCN
La IUCN ritiene che le popolazioni viventi di rinoceronte nero della Namibia settentrionale appartengano alla sottospecie D. bicornis bicornis e non riconosce D. b. occidentalis come sottospecie. Questa sinonimia, basata sugli studi di du Toit (1987)[6] è stata, tuttavia, considerata erronea da Groves e Grubb (2011), e D. b. occidentalis è stata ristabilita come una sottospecie valida. Poiché tutte le popolazioni più meridionali di rinoceronte nero furono sterminate entro la metà del XIX secolo, D. b. bicornis è completamente estinto.